# Auguste Raynaud (peintre)
Pour les articles homonymes, voir Raynaud.

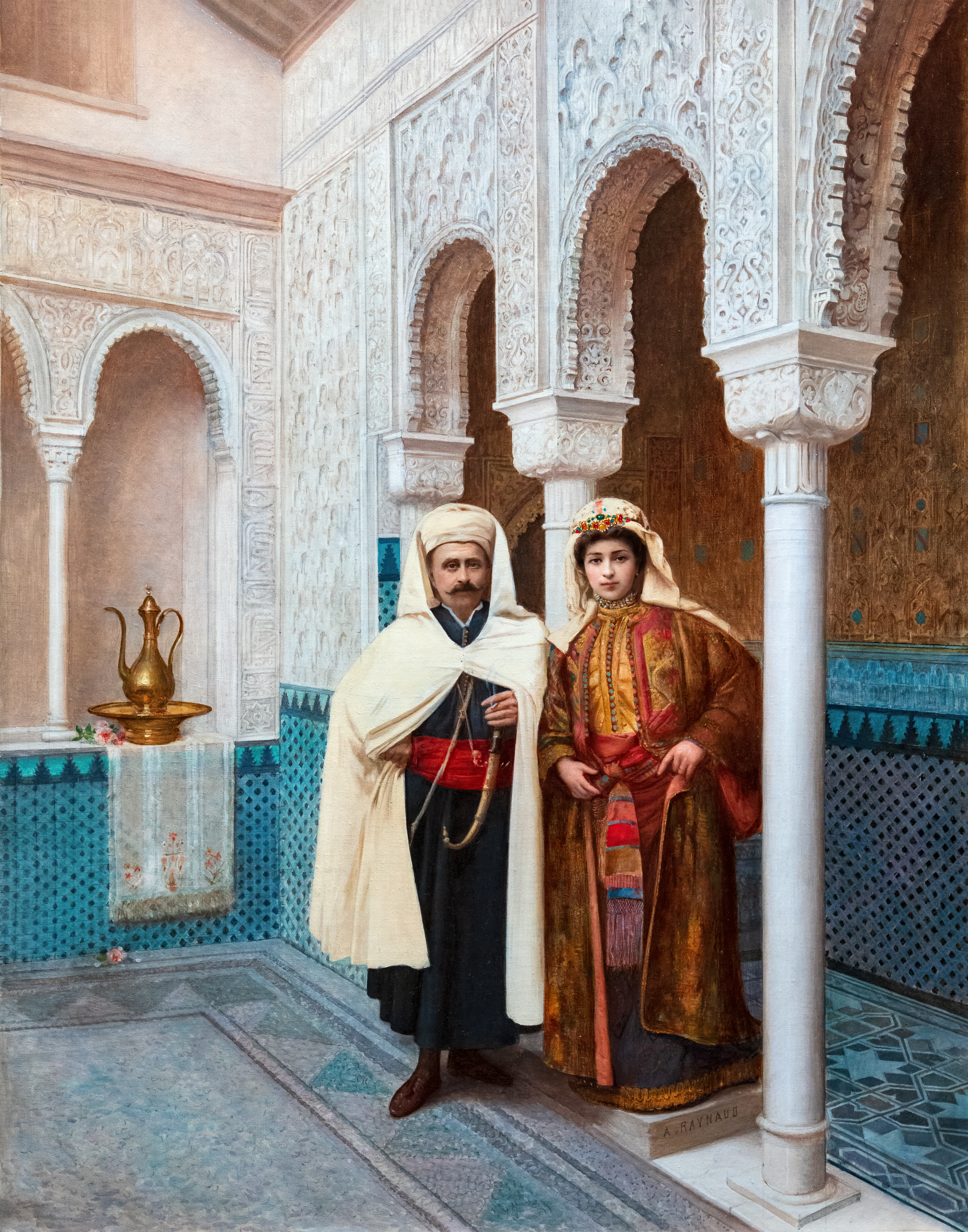
Couple de dignitaires dans un palais ou Couple de séfarades marocains - Musée des Beaux-Arts de Narbonne

Auguste Raynaud est un peintre français, né en 1854 à Lyon et mort en 1937 à Paris.

## Biographie
Vincent Auguste Raynaud est né le 27 février 1854 à Lyon.
Peintre de scène de genre et de portrait, Auguste Raynaud est l'élève d'Henri Lehmann et de Félix-Auguste Clément aux Beaux-Arts de Paris. Il établit son atelier rue Notre-Dame-des-Champs à Paris et expose Salon à partir de 1877.
Il meurt le 24 décembre 1937 à Paris.

## Œuvres dans les collections publiques
- La Rochelle, Musée du Nouveau Monde, L'Indien Chactas sur la tombe d'Atala, 1878, huile sur toile, 81 x 116 cm[3]
- Narbonne, Musée des Beaux-Arts, Couple de dignitaires dans un palais [4].